# ألفريد فون تيربيتز
ألفريد فون تيربيتز (بالألمانية: Alfred von Tirpitz) كان أميرلًا ألمانيًّا ووزير الدولة لشؤون البحرية للإمبراطورية الألمانية، وقد كان الإداري القوي للبحرية الإمبراطورية الألمانية من عام 1897 حتى 1916.

## روابط خارجية
- ألفريد فون تيربيتز على موقع IMDb (الإنجليزية)
- ألفريد فون تيربيتز على موقع الموسوعة البريطانية (الإنجليزية)
- ألفريد فون تيربيتز على موقع إن إن دي بي (الإنجليزية)
- ألفريد فون تيربيتز على موقع كينوبويسك (الروسية)